# Franz Jungwirth
Franz Jungwirth (* 9. November 1938 in Klösterle bei Winterberg, Böhmerwald) ist ein deutscher Beamter und Kommunalpolitiker der CSU in Freising. Er war von 2000 bis 2008 Bezirkstagspräsident von Oberbayern.

## Leben
Jungwirth wurde am 9. November 1938 im Böhmerwald in der Tschechoslowakei geboren und verbrachte seine Kindheit in Klösterle (Klášterec) bei Winterberg. Er kam nach dem Ende des Zweiten Weltkriegs aus dem Sudetenland nach Bayern und legte 1958 das Abitur ab. Er studierte anschließend Volkswirtschaftslehre. Nach Berufstätigkeit bei der Industrieanlagen-Betriebsgesellschaft (IABG) in Ottobrunn ging Jungwirth Ende der 1960er Jahre ans Bayerische Wirtschaftsministerium und wechselte wenig später an das neu gegründete Bayerische Staatsministerium für Landesentwicklung und Umweltfragen. Er war dort 32 Jahre tätig, u. a. als stellvertretender Zentralabteilungsleiter und später als Leitender Ministerialrat für den EDV-Bereich. Seit 1970 lebt Franz Jungwirth mit seiner Frau Renate in Freising. 1978 wurde Jungwirth für die CSU in den Freisinger Kreistag gewählt und 1982 in den Bezirkstag von Oberbayern. Im Jahr 2000 wurde er Bezirkstagspräsident des Bezirks Oberbayern, da sein Vorgänger Erwin Filser wegen der Verstrickung in die so genannte Lustreisenaffäre zurücktreten musste. Jungwirth war Bezirkstagspräsident  bis 2008. Bis 2013 blieb Jungwirth noch Bezirksrat.

## Ehrungen
Jungwirth ist Träger des Bundesverdienstkreuzes 1. Klasse, der Kommunalen Verdienstmedaille sowie der Bezirkstagsmedaille in Gold und der Freisinger Stadtmedaille.